# Stade de Hombo
Stade de Hombo – to wielofunkcyjny stadion w Mutsamudu na Komorach. Jest obecnie używany głównie dla meczów piłki nożnej. Swoje mecze rozgrywa na nim drużyna piłkarska AJSM de Mutsamudu. Stadion może pomieścić 1000 osób.